# Michel Roquejoffre
Michel Roquejeoffre (Ariège, 28 de noviembre de 1933-18 de octubre de 2024) fue un militar francés. General del Ejército francés (fuerzas de acción rápida), que comandó la Operación Daguet (denominación de la operación francesa de la guerra del Golfo de 1991). 

## Carrera
Roquejeoffre participó en la guerra de Argelia y de las misiones más tarde en el Chad, Líbano y Camboya. Entró en la Escuela Especial Militar de Saint-Cyr en 1952.

## Guerra del Golfo
Las fuerzas francesas, una parte de las fuerzas de la coalición multinacional de las Naciones Unidas que participó de la guerra del Golfo Pérsico llegó al número de 18.000 soldados y tomaron una participación directa en las batallas contra las fuerzas iraquíes, tanto en Kuwait como en los territorios iraquíes. El Comandante Aliado, el General de los EE. UU. Norman Schwarzkopf, describe a Roquejeoffre en sus memorias como uno de sus confidentes de más confianza durante la guerra. Roquejeoffre fue galardonado con la Legión de Mérito de los EE. UU. por sus servicios en la guerra del Golfo.